# Falling Water
Falling Water : La Connexion des rêves (Falling Water) est une série télévisée fantastique américaine en vingt épisodes d'environ 45 minutes créée par Henry Bromell et Blake Masters, diffusée du 21 septembre 2016 au 10 mars 2018 sur USA Network.
À l'extérieur des États-Unis, elle a été mise en ligne sur Amazon Prime Video, incluant les pays francophones.

## Synopsis
Certaines personnes sont capables de rentrer dans les rêves des autres. Quand trois personnes réalisent qu'ils ont fait le même rêve.

## Distribution

### Acteurs principaux
- David Ajala (en) (VF : Eilias Changuel) : Burton
- Lizzie Brocheré : Tess
- Will Yun Lee (VF : Yann Guillemot) : Taka, NYPD détective
- Kai Lennox (VF : Bruno Choël) : Woody Hammond
- Anna Wood (en) (VF : Laurence Dourlens) : Olivia Watson aka The Woman in Red (femme en Rouge)
- Zak Orth :(VF : Guillaume Lebon) Bill Boerg
- Sepideh Moafi (VF : Vanessa Van-Geneugden) : Alexis Simms
- Aidan Wojtak-Hissong : Frank

### Acteurs récurrents et invités
Source et légende : version française (VF) sur RS Doublage

## Épisodes

### Première saison (2016-2017)
1. Topeka (Don't Tell Bill)
2. Rêve et réalité (Calling the Vasty Deep)
3. Monstres familiers (Monsters, Most Familiar)
4. Châteaux de sable (Castles Made of Sand)
5. Ambre gris (Ambergris)
6. Le Tourbillon (The Swirl)
7. L'Antre de la bête (Three Half Blind Mice)
8. Le Puits (The Well)
9. Le Garçon (No Task for the Timid)
10. Temps cyclique (Circular Time)

### Deuxième saison (2018)
1. En cavale (Shadowman)
2. Les Gardiens (Watchers)
3. En lieu sûr (Safehouse)
4. Dröm (Dröm)
5. À la recherche de Lainie (Promotion)
6. Les Liens du sang (Mothers, Fathers, Daughters, Sons)
7. L'Amour en rêve (Love Is a Dreamer)
8. Le Poids du passé (Nothing Personal)
9. L'Appât (Risk Assessment)
10. L'Art de la négociation (The Art of the Deal)

### Critiques
- 2017 	Saturn Awards (nominations) Best Science Fiction Television Series : Falling Water